# Cold Ironing

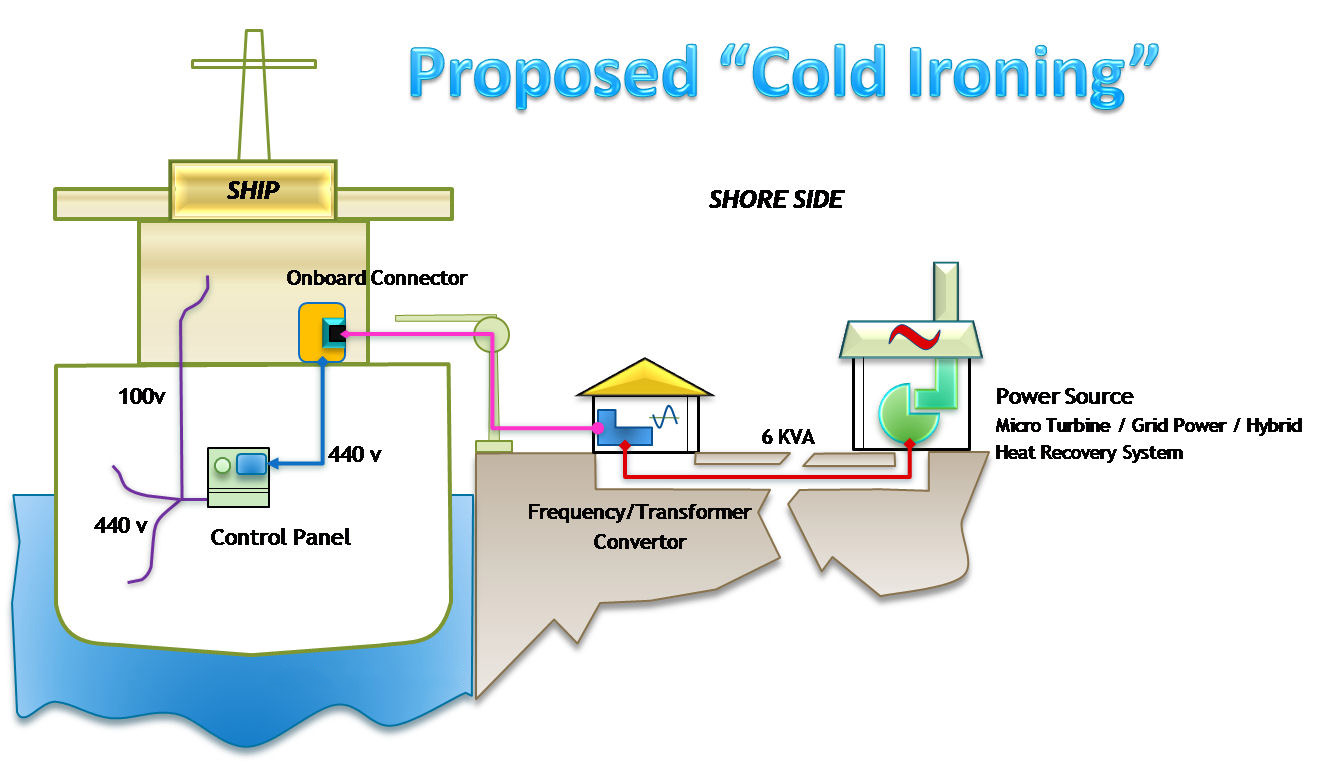
Prinzip der Landstromversorgung

Cold Ironing (auch: englisch Alternative Maritime Power (AMP), Shore Power, High Voltage Shore Connection (HVSC), Onshore power supply (OPS) oder shoreside electricity (SSE)) ist eine Landstromversorgung von Schiffen während des Aufenthalts im Hafen, um die Luftverschmutzung durch Emissionen durch die Schifffahrt zu verringern.
Wenn keine Landstromversorgung verfügbar ist, müssen Schiffe auch im Hafen für die Eigenenergieversorgung ihre Generatoren in Betrieb lassen.

## Geschichte
Der Begriff Cold Ironing geht zurück auf die Zeit der mit Kohle befeuerten Dampfschiffe. Die Heizer mussten den Kessel heizen, um ein Auskühlen zu verhindern.

## Entwicklung
Landstromversorgungen sind in Werften bereits eingesetzt, um bei Wartungsarbeiten an den Maschinen des Schiffes die elektrischen Systeme betreiben zu können. In Häfen wird mit der seit 1. Januar 2010 gültigen Richtlinie 2005/33/EG des Europäischen Parlaments und des Rates vom 6. Juli 2005 zur Änderung der Richtlinie 1999/32/EG hinsichtlich des Schwefelgehalts von Schiffskraftstoffen, gemeinsam mit der MARPOL Anlage VI das Ziel gesetzt, Schiffskraftstoffe mit maximal 0,1 % Schwefelgehalt zu verwenden, oder ein am Hafen verfügbares Landstromversorgungssystem zu nutzen.

## Technik
Die Errichtung einer Landstromversorgung ist für den Hafenbetreiber wie auch den Schiffshersteller ein nicht unwesentlicher Aufwand. An Land müssen Transformatorenstationen und Leitungen zum Kai errichtet werden, die meist über Ausleger an Bord gebracht werden und an einer oder mehreren Stellen angeschlossen werden. Bei der Anschlussstelle am Kai ist der Tidenhub sowie der International Ship and Port Facility Security Code zu berücksichtigen.
Die Anschlussleistungen für Kreuzfahrtschiffe schwanken abhängig von der Größe der Schiffe und liegen heute bei den mittleren Einheiten (3.000–4.000 Passagiere) um 10 bis etwa 12 Megavoltampere (MVA), für Kühlcontainerschiffe bis 6.000 Twenty-foot Equivalent Unit (TEU) und bis 2.500 Reefer-TEU, größere Containerschiffe (6.000–12.000 TEU) bis 6,5 MVA und für große RoRo-Schiffe und Fähren bei 2–4 MVA. Bei den Fähren ist der Bedarf an elektrischer Energie abhängig von Anzahl der Kühlcontainer und Auflieger mit Kühlladung, da diese häufig an das Bordnetz angeschlossen werden.
Im Hamburger Hafen ist seit Oktober 2014 eine LNG-Hybrid-Barge in Betrieb, auf der mit Flüssigerdgas (LNG) betriebenen besonderen Caterpillar-Motoren über fünf Generatoren von Zeppelin Power Systems Strom mit einer Leistung von 7,5 MW (50/60 Hz) erzeugt werden kann. Diese Barge kann in die Nähe des Liegeplatzes der zu versorgenden Schiffe – zunächst Kreuzfahrtschiffe der AIDA Cruises – gebracht werden. Über eine dort installierte Kabelverbindung wird der Strom zum Liegeplatz und hier über eine kranähnliche Vorrichtung zum zu versorgenden Schiff geführt. Auch Hafendienstleister im Hamburger Hafen planen den Einsatz einer Power-Barge ab 2015.
Da die Bordnetze der Schiffe mit verschiedenen Spannungen und Frequenzen arbeiten, muss eine Landstromanlage wahlweise 6.600 bzw. 11.000 Volt liefern können bei wahlweise 50 bzw. 60 Hertz. Die Landstromanlage muss daher über einen Transformator sowie einen Frequenzumrichter verfügen. Ältere Schiffe, die mit 400 bzw. 440 Volt Bordspannung arbeiten, müssen einen eigenen Transformator an Bord haben, um den Landstrom nutzen zu können.

## Nutzung
Eine Auswahl an Häfen, die bereits mit einer Landstromversorgung ausgerüstet sind:
- Hafen von Göteborg, Schweden (weltweit der erste Hafen mit Cold Ironing, die Umrüstung fand im Jahr 2000 statt)
- Hafen von Antwerpen, Belgien
- Hafen von Los Angeles, Vereinigte Staaten von Amerika
- Hafen Vancouver, Kanada
- Hafen von Oslo, Norwegen
- Hafen von Lübeck, Deutschland[7]
- Hamburger Hafen, Deutschland[8]
- Kieler Hafen, Deutschland[9]

Der Vorteil in Landstromversorgungssystemen liegt in der Reduktion von Abgasen, von Lärm im Hafen und von CO2. Die Schiffsbetreiber sparen Kraftstoff für die Generatoren; allerdings ist der Landstrom teurer als wenn sie ihn selbst erzeugt hätten. Um Landstrom auf einem nicht dafür vorbereiteten Schiff nutzen zu können, bedarf es einer eigens dafür installierten Anlage. Auch die Landstromanlagen an Land sind teuer.
Ein weiterer Nachteil ist das Fehlen internationaler Standards für die Ausführung, so gibt es seitens der Elektrotechnikkonzerne unterschiedliche Systeme. Asea Brown Boveri nennt sein Landstromversorgungssystem „High Voltage Shore Connection (HVSC)“, Siemens Sector Energy nennt seines „Siharbor“ und das zum US-amerikanischen Konzern L3 Technologies gehörende Unternehmen SAM Electronics nennt seine Landstromversorgung „SAMCon“. Die 2008 gegründete World Ports Climate Initiative (WPCI) versucht, einen einheitlichen Standard für die Landstromversorgung zu schaffen.
Eine Auswahl an Schiffen, die bordseitig bereits mit einer Landstromversorgung ausgerüstet sind:
- AIDAperla
- AIDAprima
- AIDAsol
- AIDAnova
- AIDAcosma
- Bolette
- Costa Favolosa
- Norwegian Star
- Sea Princess
- Star Princess
- Color Magic
- Color Fantasy
- Stena Hollandica
- Stena Britannica
- MSC Meraviglia
- MSC Bellissima
- MSC Seaside
- MSC Seaview
- MSC Grandiosa
- CS Cap San Vincent / Cap San Juan / Cap San Lazaro

## Landstrom in der Binnenschifffahrt
In der Binnenschifffahrt, vorwiegend am Rhein, werden Ladesäulen installiert. Im Kölner Rheinauhafen wurden elf und im Niehler Hafen drei hochwassersichere Säulen für die Güterschifffahrt installiert. Die Anschlüsse des CEE-Systems mit 16, 32 und 63 Ampere können nach vorheriger Registrierung per SMS freigeschaltet werden. Alle Schiffs-TankE-Säulen werden von einem zentralen Leitstand in Köln gesteuert.
In Bremen ist die Nutzung von Landstromanschlüssen seit 2021 verpflichtend.
Eine EU-Richtlinie schreibt bis 2025 Landstromanschlüsse für das TEN-V-Netz vor.

## Weitere Entwicklung
Da der Großteil der Schiffe, Tanker, Massengutschiffe und Containerschiffe, Charterschiffe sind, d. h. nicht dem gehören, der damit Ladung fährt, sind diese Schiffe oft nur einige Jahre in demselben Fahrtgebiet tätig. Sie werden wie z. B. die viele Häfen bedienenden Containerschiffe an eine andere Linienreederei verchartert, in deren Fahrtgebiet möglicherweise andere Spannungen und andere Netzfrequenzen herrschen, wenn die Häfen überhaupt über Möglichkeiten zum Landanschluss verfügen.
Kreuzfahrtschiffe befinden sich überwiegend in Besitz der Betreiber, wechseln aber häufig durch die Jahreszeiten bedingt das Fahrtgebiet. Sie sind selten länger als einen Tag in einem Hafen. Im Sommer fahren sie vielleicht in Nordeuropa, im Herbst, Winter und Frühling im Mittelmeer oder in der Karibik. In der Karibik sind die Häfen vieler angelaufener Inseln klein oder sind für den Tiefgang großer Schiffe nicht tief genug; diese ankern dann auf Reede. Nur wenige der Häfen haben einen Landanschluss.
Fährschiffe dagegen werden häufig für eine Linie entworfen und laufen oft nur wenige Häfen an. Hier hat der Landanschluss großen Nutzen, besonders wenn sich die Häfen in der Nähe von Seebädern oder Großstädten befinden. Seit dem Inkrafttreten des MARPOL-Abkommens darf der Schwefelgehalt im Treibstoff der dort fahrenden Schiffe maximal 0,1 % betragen; davor betrug der Grenzwert 3,5 % auf der Ostsee und 4,5 % auf der Nordsee; er war also um den Faktor 35 bis 45 höher. Die Vorschriften zu maximal für Schiffe zulässigen NOx-Werten wurden in der EU verschärft.
Je höher der Anteil von Windstrom oder Solarstrom im Strommix, desto umweltfreundlicher ist der Landstrom verglichen mit dem Strom, den die Schiffe selbst erzeugen.
Dieselgeneratoren auf Schiffen haben Wirkungsgrade um 40 %, deutsche Braunkohlekraftwerke um 40 % und Steinkohlekraftwerke um 45 %. Gaskraftwerke mit GuD Zyklus um 60% mit KWK in großen Ballungsräumen um 90%. Beim Transport des Landstroms gibt es Übertragungsverluste.

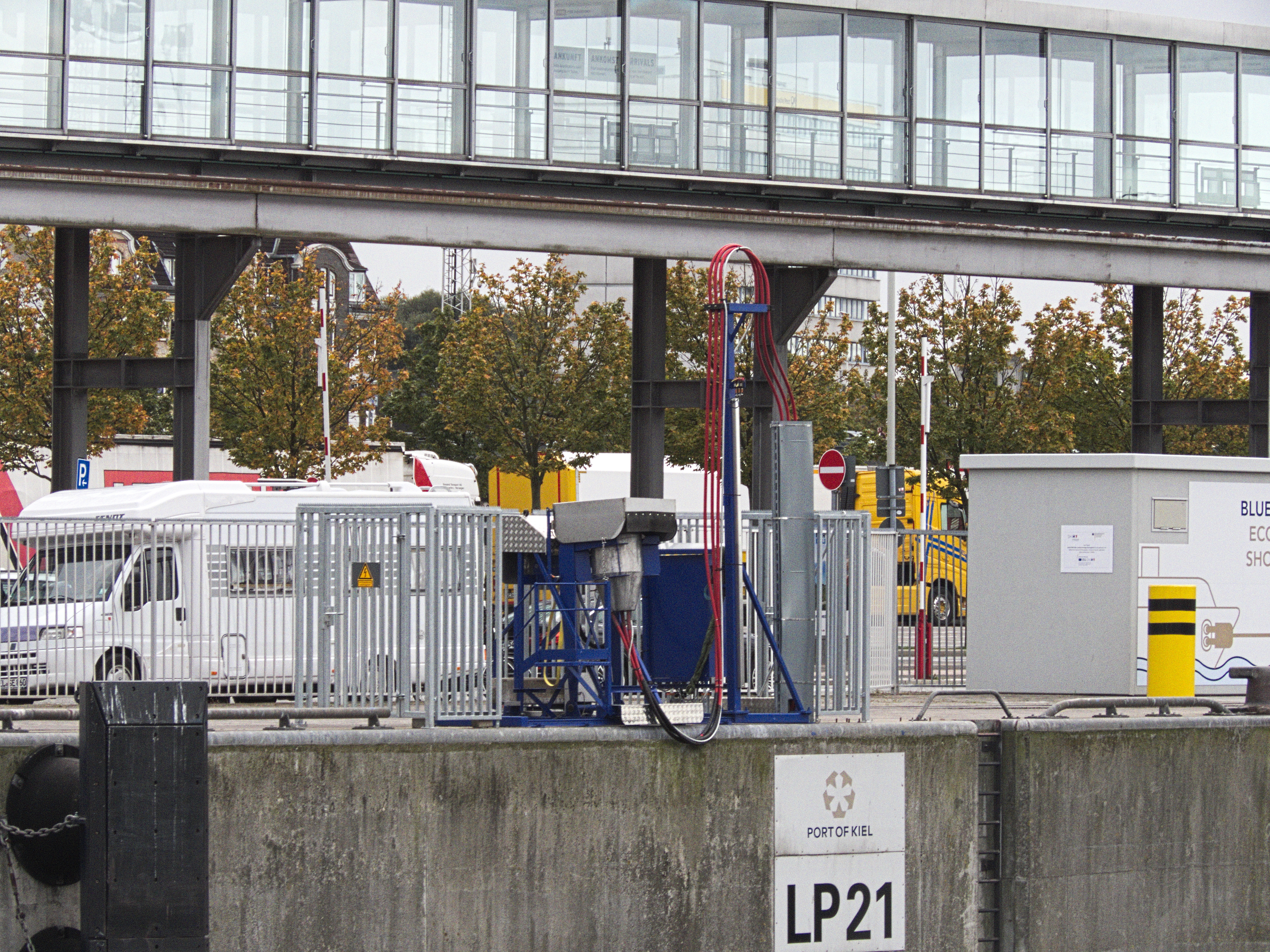
Landstromanschluss am Norwegenkai des Kieler Hafen
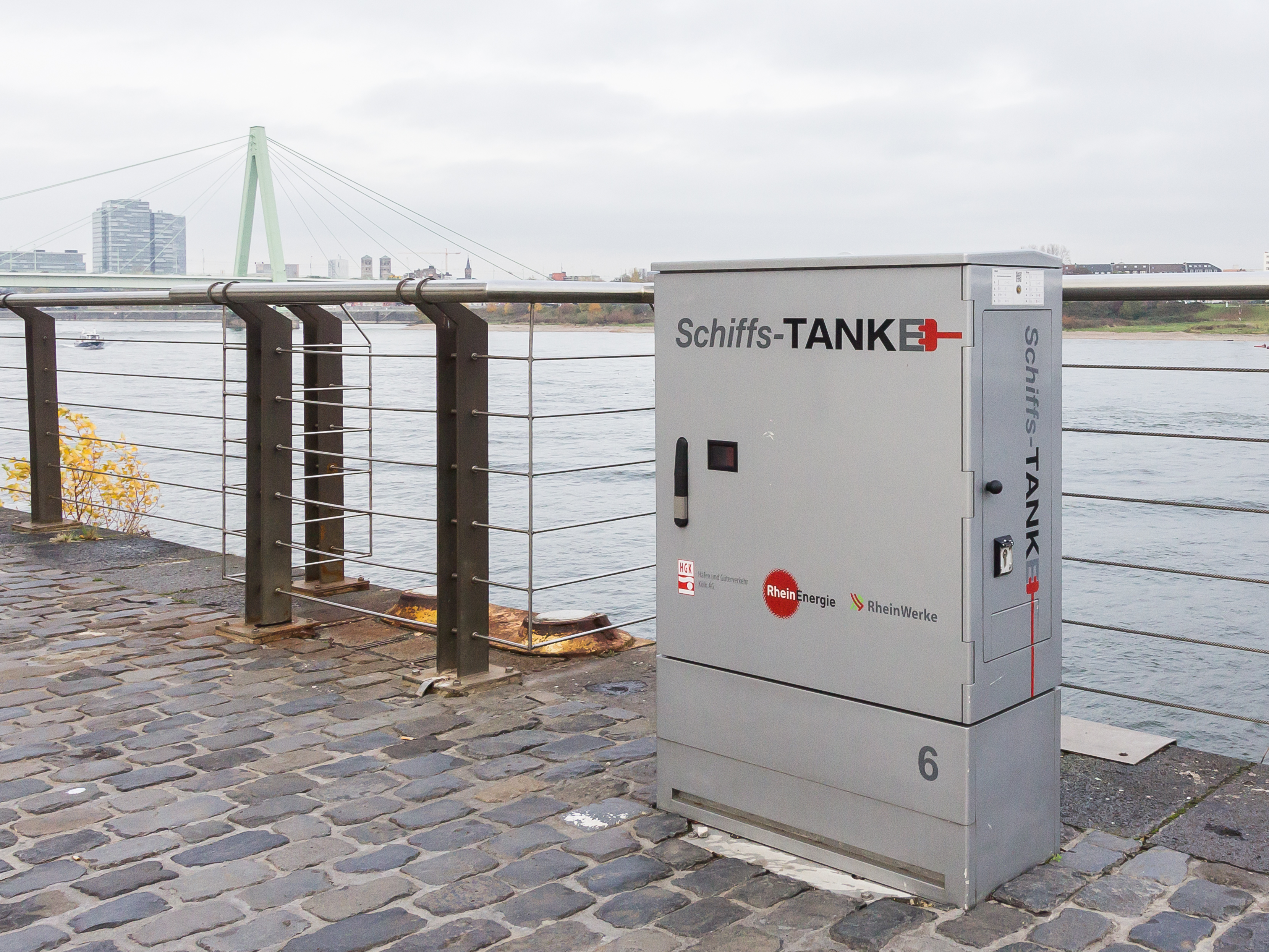
Landstromversorgung Schiffs-TankE Rheinauhafen Köln
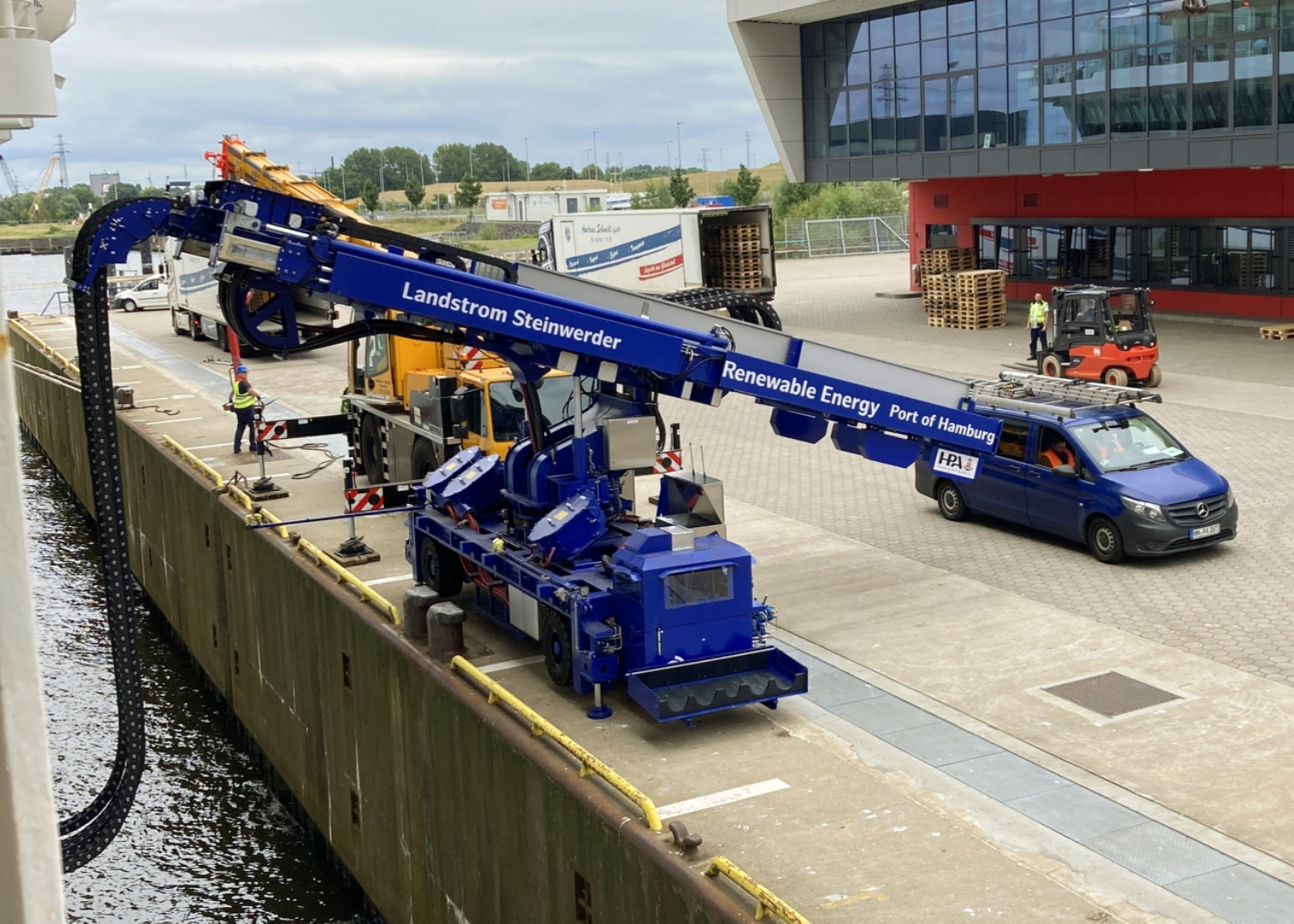
Landstromanschluss am Cruise Center Steinwerder